# 澤田将考
澤田 将考（さわだ まさたか、12月17日 -）は日本の元男性声優。千葉県出身。

## 人物
以前はヴィーヴ、ぷろだくしょんバオバブに所属していた。資格は漢字検定3級。趣味はスポーツ観戦、競馬。

## 出演

### テレビアニメ
2006年
- ARIA The NATURAL（おじさん）
- ケロロ軍曹（サラリーマン1）
- 桜蘭高校ホスト部（空手部員）
- 少年陰陽師（初老の衛士、妖異〈二〉）
- 009-1（処理班隊員）
- D.Gray-man（アクマA）
- ひぐらしのなく頃に解（大臣）
- ふしぎ星の☆ふたご姫 Gyu!（老執事）

2007年
- 彩雲国物語 第2シリーズ（陶老師、邪仙教の幹部、冗官）
- 獣神演武 -HERO TALES-（住民）
- DARKER THAN BLACK -黒の契約者-（研究者）
- ドラえもん（捕り方B）
- まめうしくん（しろいの）
- MOONLIGHT MILE（管制官、センター職員、パイロットA、スタッフ） - 2シリーズ
- もえたん（衛兵隊長）

2008年
- ARIA The ORIGINATION（管理人）
- かんなぎ（男性客）
- 銀魂（農家の親父）
- ゴルゴ13（クリス、銀行秘書、沿岸警備隊員）
- スティッチ!（老人）
- ネオ アンジェリーク Abyss（長老）
- のらみみ2（エテメン）
- バトルスピリッツ 少年突破バシン（照明スタッフB、野球部員、船員、助監督、警備員）
- ポルフィの長い旅（客B、パン屋）
- 名探偵コナン（男）

2009年
- クイーンズブレイド 流浪の戦士（ドワーフB）
- 真マジンガー 衝撃!Z編 on television（大出、あしゅら兵）
- 空を見上げる少女の瞳に映る世界（教師E、連合兵B）
- バトルスピリッツ 少年激覇ダン（部下B、カードバトラーB、声A、兵士D）
- 東のエデン（ジョニークリーチャー）

2010年
- SDガンダム三国伝 Brave Battle Warriors（黄巾賊）
- さらい屋 五葉（口入屋）

### OVA
- 機動戦士ガンダムSEED C.E.73 STARGAZER（2006年、スパイ）

### Webアニメ
- 幕末機関説 いろはにほへと（2006年、同心、侍3、藤吉、船員、幻影兵士、兵士1）

### ゲーム
- ぱすてるチャイムContinue（2005年、ゲオルグ・ファルネーゼ）
- サモンナイト4（2006年、バレン）
- SDガンダム GGENERATION WARS（2009年）
- 機動戦士ガンダム戦記（2009年）
- 内田康夫DSミステリー 名探偵・浅見光彦シリーズ「副都心連続殺人事件」（2009年、鷹尾龍彦、塚本）
- DIABOLIK LOVERS（2012年）
- 第3次スーパーロボット大戦Z 時獄篇（2014年）

### 吹き替え

#### 映画
- アルマゲドン2007
- いつか眠りにつく前に
- キャンプ・ロック
- ジャッジメント・デイ 地球崩壊（テリー〈スティーヴン・ファースト〉）
- ターミネーター4
- D-WARS ディー・ウォーズ
- デイ・ウォッチ
- デイブは宇宙船（アップルジーニアス）
- デュエリスト（マ・チュクチ）
- ドラゴン・キングダム（翡翠帝）
- ハンコック（囚人）
- ラブレイン

#### ドラマ
- iCarly
- ありがとうございます（ミン・ジュノ）
- イルジメ〔一枝梅〕（カン都事）
- 風の国（タクロク、アンスン）
- CSI:マイアミ4
- 太王四神記

#### アニメ
- おさるのジョージ（ロドニー他）
- スペクタキュラー・スパイダーマン（フラッシュトンプソン）
- マダガスカル
- リトルプリンセス（総理大臣）